# Палеокастриця
Палеокастриця (грец. Παλαιοκαστρίτσα) — селище на північно-західній частині острова Керкіра (Корфу), Греція. Назва села означає "старий замок", відсилаючи на розташовану поруч фортецю Ангелокастро.

## Історія
Першими жителями селища, за уявленнями місцевих жителів, були спартанці, які на шляху до Великої Греції потрапили на цю територію. Піратські напади та грабежі пізніше змусили місцевих жителів просунутися далі в сучасне село Лаконес. За легендою саме до цього місця приплив міфічний Одісей.

## Сучаність
Район Палеокастриця належить до муніципалітету Керкіри, який охоплює весь острів.  За даними перепису населення 2011 року, район Палеокастриця має площу 48,379 км² і населення 4 048 мешканців, розташований на західному узбережжі острова на південь від замку Ангелокастро. Центром селища є село Лаконес (384 жителі), а до його складу входять село Ляпадес (879 жителів), Дукадес (627 жителів) та Скриперо (500 жителів).

## Курортне селище
Палеокастриця відома своїми пляжами, оточеними лісистими мисами та росташованими в бухтах  (Ампелакі, Агіос Петрос, Агіос Спірідонас, Агия Тріада, Платак, Аліпій).
На пляжі та в затоці Палеокастриця є багато готелів та ресторанів. Пляж знаменитий своїми холодними та бірюзовими водами через холодну течію та скелястий берег із шістьма невеликими бухтами, був удостоєний блакитного прапора. За кошти можна найняти човента відвідати один з пляжів, які розташовані на маленьких островах поблизу.
Щороку у серпні на пляжі проводиться місцеве свято Варкарола "Одісей".
В селищі на пагорбі розташований чоловічий монастир Діви Марії 13-го століття. Монастир був побудований в 1225 році, проте зруйнований в 1403 році. В 1469 році монастир був відбудований і в 1537 знову зруйнований османами. В 1572 році монастир відбудований і зберігся з добудовами до сучасності.